# Ulica Wojska Polskiego w Raciborzu
Ulica Wojska Polskiego (daw. niem. "Um die Stadt rum", Am Stadtgraben, Zwingerstraße, pol. Generalissimusa Józefa Stalina) – raciborska ulica znajdująca się w dzielnicy Centrum. Rozpoczyna się od placu Wolności, a kończy na skrzyżowaniu z ul. Opawską, ul. Drzymały i ul. Nową.

## Historia
Ulica po raz pierwszy pojawiła się na planach miasta prowadząc wzdłuż murów miejskich i zwana była Drogą wokół miasta (niem. Um die Stadt rum). Inne spotykane określenie to również droga wokół miasta prowadząca do Bramy Wielkiej, która znajdowała się przy dawnej Aptece Pod Łabędziem u początku ul. Długiej (niem. Weg um die Stadt rum zum Großen Tor). Na planie miasta z 1933 roku możemy zobaczyć, że ta ulica została nazwana Zwingerstraße, czyli tłumacząc na język polski była to ulica Międzymurza, co jest nawiązaniem do jej położenia przed fortyfikacjami miejskimi. W 1945 roku jak Racibórz znalazł się w granicach państwa polskiego ulica zyskała nazwę Generalissimusa Józefa Stalina. Nazwa ta funkcjonował do 1956 roku, kiedy to została zmieniona na ulicę Wojska Polskiego.

## Architektura

### Budynki mieszkalne
- Kamienica przy ul. Wojska Polskiego 2 – budynek powstał w latach 1890-1900 i znajduje się w zabudowie linii ulicy. Kamienica wykonana w stylu eklektycznym z elementami neorenesansu[3]. 21 lipca 2015 roku budynek wpisano do rejestru zabytków pod numerem A/453/15[4].
- Kamienica przy ul. Wojska Polskiego 4a-4b – budynek powstał w latach 1910-1920 i znajduje się w zabudowie linii ulicy. Kamienica wykonana w stylu modernistycznym. Budynek czteroosiowy, w którym zachowany został geometryczno-linearny detal architektoniczny. Parter boniowany, a trzy wyższe kondygnacje tynkowane[5].
- Kamienica przy ul. Wojska Polskiego 6-6a – budynek powstał w latach 1890-1900 i został wykonany w stylu eklektycznym z elementami neobaroku. Jest to narożna, wieloosiowa kamienica bliźniacza, która składa się z czterech kondygnacji. Parter boniowany, a wyższe kondygnacje tynkowane. Okna w drugiej i czwartej kondygnacji zwieńczone fragmentami gzymsów, a w trzeciej kondygnacji zakończone falistymi naczółkami wypełnionymi sztukaterią o motywach groteski[6].
- Kamienica przy ul. Wojska Polskiego 13 – budynek powstał w latach 1890-1900 i znajduje się w zabudowie linii ulicy. Kamienica wykonana w stylu eklektycznym z elementami neobaroku. Kamienicę wyróżnia asymetrycznie usytuowany pseudoryzalit, który został zwieńczony szczytem. Na drugiej i trzeciej kondygnacji ryzalit został ozdobiony dwoma balkonami o ażurowych balustradach. Parter jest boniowany, natomiast trzy wyższe kondygnacje są tynkowane. W kamienicy znajdują się półkoliste i odcinkowe naczółki okien, płyciny podokienne i szczyt. Elementy są zdobione sztukateriami o motywach geometrycznych, roślinnych, girland, muszli i kartuszy[3].
- Kamienica przy ul. Wojska Polskiego 15 – budynek powstał w latach 1880-1900 i znajduje się na rogu ulicy. Kamienica wykonana w stylu eklektycznym z elementami neobaroku[7].

### Budynki użyteczności publicznej
- Zakład Poprawczy i Schronisko dla Nieletnich przy ul. Wojska Polskiego 24 – budynek powstał w latach 1889-1892 w stylu neorenesansu niderlandzkiego. Założony został na rzucie przypominającym literę "T", gdzie naroża zaakcentowane zostały ryzalitami zwieńczonymi uskokowymi, trójkątnymi szczytami, w których znajdują się daty rozpoczęcia i zakończenia budowy. Wejście do budynku zdobi boniowany, rozglifiony portal z dekoracją ornamentalną i maszkaronem jako zwornikiem. Na flankach portalu znajdują się kolumny udekorowane ornamentem okuciowym. Drzwi posiadają interesujące wsporniki figuralne. Okna posiadają obramienia i podziały wykonane z piaskowca[8]. Obiekt wpisano do rejestru zabytków 29 grudnia 1995 (nr rej. A/617/2020[9]).
- Szkoła Podstawowa Nr 4. przy ul. Wojska Polskiego 8 – budynek powstał w latach 1865-1866 według projektu autorstwa Johanna Kirsteina w stylu eklektycznym. Za budowę odpowiadał mistrz August Schröder. Budynek został założony na planie prostokąta z ryzalitami, z których środkowy został zwieńczony trójkątnym szczytem. Całość zakończona jest gzymsem ozdobionym ornamentem kostkowym. Budynek posiada widoczny detal architektoniczny[10].
- Skwer przy ulicy Karola Miarki i Wojska Polskiego (dawn. niem. Germania-Platz).